# Matija Gubec

Matija Gubec, Monumentaldenkmal von Antun Augustinčić (1973) in Gornja Stubica, Kroatien

Matija Gubec (ungarisch Gubecz Máté, deutsch Matthias Gubecz; * 1538 in Hižakovac (Vrhovac) bei Ozalj als Ambroz Gubec; † 15. Februar 1573 in Zagreb), genannt Gubec-Beg, war der Anführer des kroatisch-slowenischen Bauernaufstands von 1573 („Windischer Bauernaufstand“), des wichtigsten sozialgeschichtlichen Ereignisses dieser Region. Gubec wird von den Kroaten als Nationalheld verehrt.

## Erste Hinweise
Seine ersten namentlichen Erwähnungen finden sich im Kirchenregister von Stubica aus den Jahren 1556 und 1560, sowie im Urbar von Stubica aus dem Jahre 1567.
Nach den Überlieferungen wurde der Name „Matija“ etwa dreißig Jahre nach dem Bauernaufstand und dem Tode von Matija Gubec das erste Mal erwähnt. Dies geschah durch den ungarischen Historiker Miklós Istvanffy vermutlich in Anlehnung an den kroatisch-ungarische König Matthias Corvinus, den „guten König Matthias“, der von 1458 bis 1490 regierte.

## Bauernaufstand

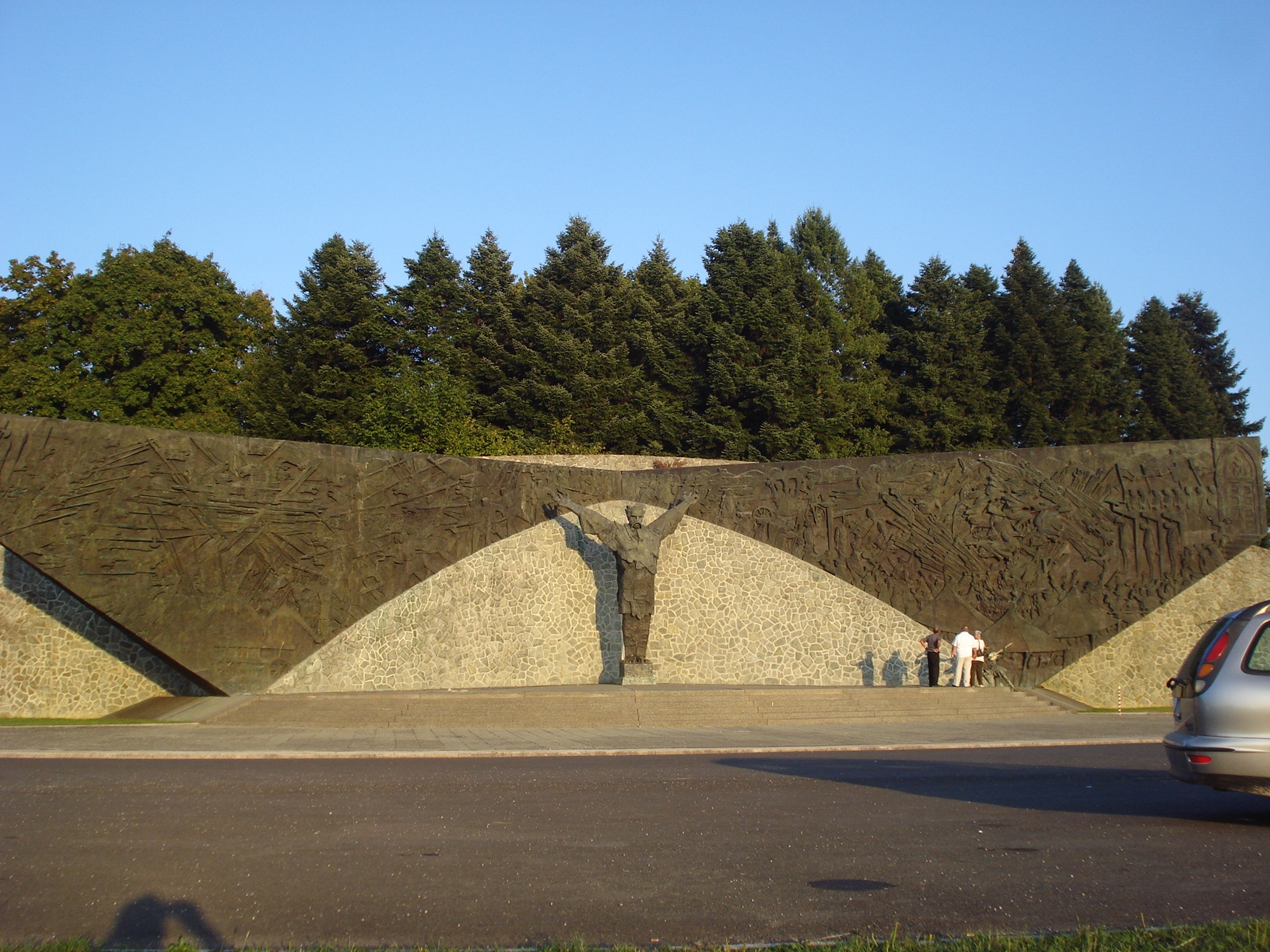
Denkmal des Bauernaufstands (Gornja Stubica, Kroatien)

Matija Gubec führte von 1572 bis 1573 den Bauernaufstand (kroatisch Seljačka buna) in Stubica (Kroatien) gegen die damals herrschenden Gutsherren und Grafen an. Den Anlass zum Aufstand bot ein neues Gesetz, welches die Bewegungsfreiheit der Bauern stark einschränkte und die freie Wanderschaft verbot. Die Knechte und Bauern wollten die Unterdrückung und Ausbeutung durch Franjo Tahi, dem Gutsherrn von Susedgrad, nicht weiter erleiden.
So ritten denn Junge Burschen, Bauern, Knechte und dem Volk Wohlgesinnte durch die Dörfer des Kroatischen „Zagorje“ (Zagorje bedeutet wörtlich übersetzt, „hinter dem Gebirge“, womit der Zagreb vorgelagerte Gebirgszug „Medvednica“ gemeint ist, eine hügelige, grüne Region nördlich von Zagreb) und trugen als Zeichen zum Aufstand eine „Hahnenfeder“ im Hut. Innerhalb kürzester Zeit formierte sich eine Bauernarmee, welche die herrschende Obrigkeit aufschrecken ließ. Deshalb entsandte Ban Juraj Drašković ein Heer zur Niederschlagung dieses Bauernaufstandes.
1572 brach ein offener und bewaffneter Aufstand der Susedgrader Bauern gegen die damaligen Gutsherren und Grafen aus, bei welchem auch der damalige König nicht zu vermitteln wusste, obwohl dieser den Bauern sein Schutzrecht ausgesprochen hatte. Die Unruhen griffen auch auf die steirischen (heute: Steiermark/Österreich) und Krainer (heute: Slowenien) Bauern über und die Macht der regionalen Gutsherren schienen in ernsthafter Gefahr. Das Zagreber Parlament verabschiedete 1572 eine Erklärung, in welcher Matija Gubec und die aufständischen Bauern des Hochverrats bezichtigt wurden. In den damaligen Berichten wurde Ambroz Gubec, genannt Matija Gubec-Beg aus der Region Krapina (Hrvatska – Kroatien), schon als Anführer der aufständischen Bauern genannt.
Nachdem die Bauern in einer Rede von Matija Gubec-Beg aufgefordert wurden, wie Männer ehrenhaft zu kämpfen oder unterzugehen (da se ponesu kao muževi, slavno pobijediti ili propasti), siegte die von Ilija Gregorić geführte Bauernarmee bei Donja Stubica gegen die von Gašpar Alapić befehligten königstreuen Truppen binnen weniger Stunden.
Die einfach bewaffneten Bauerntruppen wurden jedoch bei Gurkfeld in der Unterkrain (heute: Slowenien) durch eine zweite, eigentlich für den Kampf gegen die Osmanen gegründete Söldnerarmee von Haramija aufgerieben und anschließend bei Kerestinec durch das bantreue Heer des Juraj Drašković vernichtend geschlagen. Es heißt, dass mehr als 6000 Bauern im Kampf gefallen waren, doch die Mehrzahl wurde nach der Niederschlagung des Aufstandes durch Folter und Mord von den Schergen des Zagreber Ban Juraj Drašković getötet. Bei dieser Niederlage geriet auch  Matija Gubec lebend in die Hände seiner Gegner.

## Tod

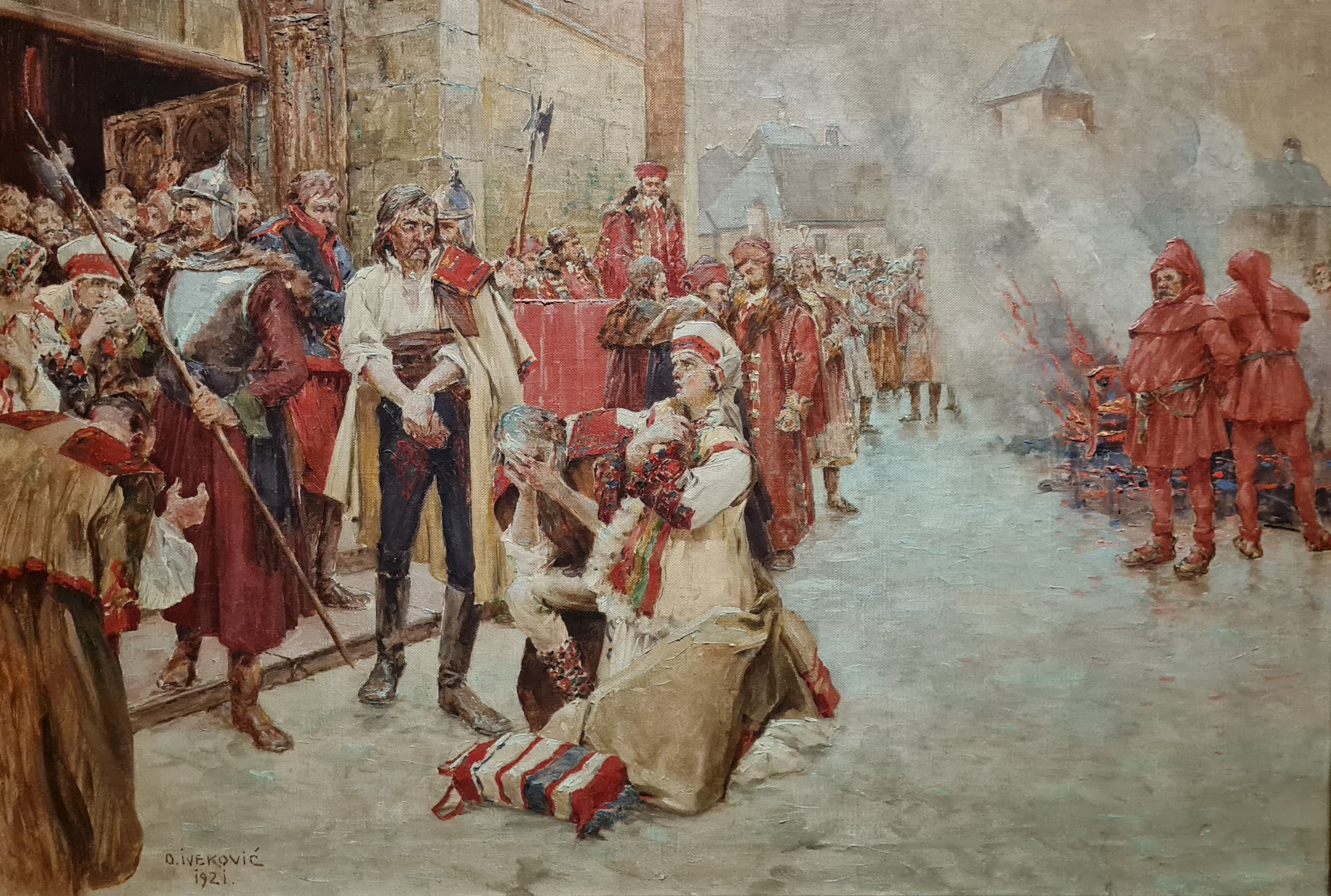
Hinrichtung des Matija Gubec (Historisierendes Gemälde von Oton Iveković, 1921)

Am 15. Februar 1573 wurde Matija Gubec-Beg in aller Öffentlichkeit auf dem Platz des Heiligen Marko (Markov Trg) in Zagreb unter Folter mit glühenden Zangen und durch Aufsetzen einer glühenden Krone grausam hingerichtet und noch anschließend gevierteilt. Seit dieser Zeit wird er als Nationalheld und Bauernkönig verehrt, da er sein Leben uneigennützig für das Recht und die Freiheit der kroatischen Bauern eingesetzt hatte.

## Legende
Nach dem Tod von Matije Gubec-Beg sprach man im Hrvatsko Zagorje noch lange davon, dass dieser gar nicht gestorben sei und sich zwei Berge schützend über ihn und seine Armee beugen. So sitze Matija Gubec nun mit all seinen Mannen im Bergesinneren an einem steinernen Tisch, an dem reichlich Wein für alle ausgeschenkt werde. Dort winde sich auch der Bart des Helden langsam um diesen Tisch, bis schließlich nach der neunten Umrundung der Berg sich wohl öffnen und Matija Gubec dann an der Spitze seiner Armee wieder auferstehen werde.

## Rezeption
Die 1975 uraufgeführte Rock-Oper Gubec-beg von Ivica Krajač und Karlo Metikoš handelt von Matija Gubec.